# Hellenocarum
Hellenocarum är ett släkte i familjen flockblommiga växter. Det beskrevs av Hermann Wolff 1927.

## Arter
Släktet omfattar tre arter i Sydeuropa och Turkiet:
- Hellenocarum depressum (Hartvig & Kit Tan) Kljuykov & Zakharova
- Hellenocarum multiflorum (Sm.) H.Wolff
- Hellenocarum strictum (Griseb.) Hand